# Cantó de Preuilly-sur-Claise
El cantó de Preuilly-sur-Claise és un cantó francès del departament de l'Indre i Loira, situat al districte de Loches. Té 8 municipis i el cap és Preuilly-sur-Claise.

## Municipis
- Bossay-sur-Claise
- Boussay
- Chambon
- Charnizay
- Chaumussay
- Preuilly-sur-Claise
- Tournon-Saint-Pierre
- Yzeures-sur-Creuse

## Història
| Data d'elecció                           | Identitat         | Partit        | Qualitat |
| ---------------------------------------- | ----------------- | ------------- | -------- |
| 1945-1958                                | M. de Tristan     | Divers droite |          |
| 1958-1970                                | M. Thimonnier     | Divers gauche |          |
| 1970-2008                                | Yves Maveyraud    | PS            |          |
| 2008-                                    | Gilles Bertucelli | Divers droite |          |
| les dades anteriors no són pas conegudes |                   |               |          |
|                                          |                   |               |          |

## Demografia
| A partir de 1990: Població sense dobles comptes |